# わかるテレビ
『わかるテレビ』とはフジテレビ系列で放送された教養バラエティの特別番組である。正式名称は『頭脳警察 わかるテレビ』。2008年から2010年まで7回放送された。
第2回以降はハイビジョン制作。

## 概要
コンセプトは「無知は罪」。今さら知らないとは言えないことを再教育し、専門家の監修によってまとめられたVTRを短時間（1つのテーマに対して約3～5分間程度）で分かりやすく伝える。その際、時間表示のバーの1・2箇所にテーマの重要な要点が説明される所に目印として旗が立っており画面が爆発後に紹介される。また、場合によってはもう1本のVTRでさらに詳しく伝えるものもある。
VTRが流す前に署長が「諸君は、○○の何を知っている?」とお題の意味を尋ね、それに答える。答え終わったら、署長が色々と言い出してVTRに入る。なお、出演者が間違ったことやお題に対するステレオタイプに近いものを言うと「無知」と駐車禁止のような標識型のテロップが出る。
署長や教官らはゲストに対して苗字でのみ呼称するが、なぜか笑福亭鶴瓶に対してのみ「要注意人物」として本名の駿河 学（するが まなぶ）（テロップでは「スルガマナブ」）とフルネームで呼称している。

## 出演者

### 署長
- ミスターX（声・小倉智昭。第4回で、小倉智昭であることが示唆されるお題があった）

### 教官
- 中村仁美（第3 - 7回）
- 中野美奈子（第1 - 2回）

### ナレーター
- 池田昌子
- 中井和哉
- 小西結子

## 放送日時
※時刻はすべてJSTで記載する。
| 回数  | 放送日時                     | 備考               |
| ----- | ---------------------------- | ------------------ |
| 第1回 | 2008年1月4日 23:30 - 24:30   |                    |
| 第2回 | 2008年4月4日 23:00 - 23:58   |                    |
| 第3回 | 2008年11月21日 19:57 - 22:52 | 金曜プレステージ枠 |
| 第4回 | 2009年2月13日 19:00 - 22:52  |                    |
| 第5回 | 2009年6月30日 19:00 - 21:54  | カスペ!枠          |
| 第6回 | 2009年10月20日 19:00 - 20:54 | カスペ!枠          |
| 第7回 | 2010年5月14日 21:00 - 22:52  | 金曜プレステージ枠 |

## スタッフ

### 第7回時点
- 企画・プロデューサー：小松純也（フジテレビ、第5回までは編成を担当）
- 構成：海老克哉／今村クニト、須平敦宣、吉橋広宣、なかじまはじめ
- リサーチ：山口真知子、中原佑
- TP：高瀬義美
- SW：遠山康之
- CAM：小出豊
- VE：谷古宇利勝
- 音声：篠良一
- 照明：藤井梅雄
- 美術プロデューサー：木村文洋
- セットデザイン：別所晃吉
- 美術進行：小山千香子
- 大道具製作：葛西剛太
- 大道具操作：古川竜次
- アクリル装飾：松本健
- 電飾：日下信二
- 装飾：高田修司
- メイク：古賀友里子
- モニター：大高貢
- CG：四丁目ファクトリー
- VTR編集：小岩拓也
- MA：水落洋一郎
- 音効：若林雄二（ZACK）
- TK：恩田明子
- 編成：濱潤（フジテレビ）
- 広報：小中ももこ（フジテレビ）
- AD：国王靖仁、西村育生、伊藤守男、多田美保、吉澤伸太郎、白石創紀
- AP：緒方夏子
- ディレクター：高野信行、吉川修、田中拓郎、樽見近工、荒井勇輔
- プロデューサー：井口義朗、天笠ひろ美
- 総合演出：原島雅之
- チーフプロデューサー：池田睦也
- 技術協力：ニユーテレス、FLT、TSP、ティ・ピー・ブレーン、オムニバス・ジャパン
- 美術協力：フジアール
- スタッフ協力：ダイナマイトレボリューションカンパニー、ネクステップ（第6回〜）
- 制作：スタッフラビ
- 制作著作：フジテレビ

### 過去のスタッフ
- プロデューサー：稲葉友紀子
- ディレクター：堀真由美、内海昇、冨田英男
- AP：松本百合子
- AD：遊佐豊、加納健一朗、波多野真代、大畠美澄
- リサーチ：喜多あおい（ジーワン）
- SW：河西純
- CAM：横山政照
- VE：原啓教
- 音声：奈良岡純一
- ロケカメラ：竹葉晶子、長谷川司
- ロケVE：岡本健、江坂強志
- 大道具製作：比留間正幸
- 大道具操作：田中裕士
- メイク：斉藤久子
- CG：工藤武智（4CF）、小室泰樹（コーラルレッド）
- MA：竹岡良樹
- 音効：太田光則（ZACK）
- 技術協力：IKエディット、コスモ・スペース

## 備考
- ミスターXに関しては出演者たちと一緒に収録しているものの声のみの出演であり、クレジットでも名前が非公開となっている。しかし小倉智昭であることはいわば公然の秘密となっており、「朝は忙しいだろ」など、小倉であることを前提とした会話がなされている。
- 2009年7月に、『アマルフィ 女神の報酬』の宣伝のための1時間の特別番組が放送された。外交官や大使館について説明するVTRが作られ、過去に放送されたVTRの総集編もあった。
- 第6回は、通常のコーナーと池上彰によるニュース解説が交互に放送された。この解説が元になり、フジテレビの大人気特番である『教えてMr.ニュース 池上彰のそうなんだニッポン』→『池上彰緊急スペシャル!』につながり、ここからフジテレビにおける『池上彰のニュースバラエティ』の歴史が始まる。